# Montvièlh
Montvièlh ·  (en francès Monviel) és un municipi francès situat al departament d'Òlt i Garona i a la regió de la Nova Aquitània.

## Demografia
| 1962                                       | 1968 | 1975 | 1982 | 1990 | 1999 | 2007 | 2016 |
| ------------------------------------------ | ---- | ---- | ---- | ---- | ---- | ---- | ---- |
| 114                                        | 126  | 103  | 101  | 90   | 78   | 79   | 80   |
| Des de 1962: població sense dobles comptes |      |      |      |      |      |      |      |

## Administració
| Període   | Identitat          | Partit |
| --------- | ------------------ | ------ |
| 1978-2014 | Maurice Menesplier |        |
| 2014-2020 | Marcelle Auché     |        |